# That I Would Be Good
«That I Would Be Good» — песня Аланис Мориссетт с альбома Supposed Former Infatuation Junkie. Акустическая версия песни была записана в рамках программы MTV Unplugged 18 сентября 1999 года. Сингл был выпущен 8 февраля 2000 года.
Песня о комплексах и неуверенности в себе.
Согласно сказанному Мориссетт в программе VH1 Storytellers, она написала текст песни, в то время как в её доме было много людей. Мориссетт уединилась в шкафу, где и написала текст. Также Мориссетт подтвердила, что написала текст и музыку в разное время.

## Список композиций
1. «That I Would Be Good» (MTV Unplugged) — 4:07
2. «Would Not Come» (Reverb live) — 4:11
3. «Forgiven» (Reverb live) — 5:11
4. «I Was Hoping» (99X live) — 4:37